# Omorgus rubricans
Omorgus rubricans is een keversoort uit de familie beenderknagers (Trogidae). De wetenschappelijke naam van de soort is voor het eerst geldig gepubliceerd in 1946 door Robinson.